# Раскин (Небраска)
Раскин (енгл. Ruskin) град је у америчкој савезној држави Небраска.

## Демографија
По попису из 2010. године број становника је 123, што је 72 (-36,9%) становника мање него 2000. године.
| Група             | 2000.       | 2010.       |
| Белци             | 182 (93,3%) | 114 (92,7%) |
| Афроамериканци    | 0 (0,0%)    | 0 (0,0%)    |
| Азијати           | 0 (0,0%)    | 0 (0,0%)    |
| Хиспаноамериканци | 12 (6,2%)   | 9 (7,3%)    |
| Укупно            | 195         | 123         |